# Eupithecia glaucomictata
Eupithecia glaucomictata är en fjärilsart som beskrevs av Mann 1854. Eupithecia glaucomictata ingår i släktet Eupithecia och familjen mätare. Inga underarter finns listade i Catalogue of Life.